# François Pannemaker
Adolphe-François Pannemaker né le 30 juillet 1822 à Bruxelles (royaume uni des Pays-Bas) et mort le 9 février 1900 à Paris est un graveur sur bois belge, principalement actif en France.

## Biographie

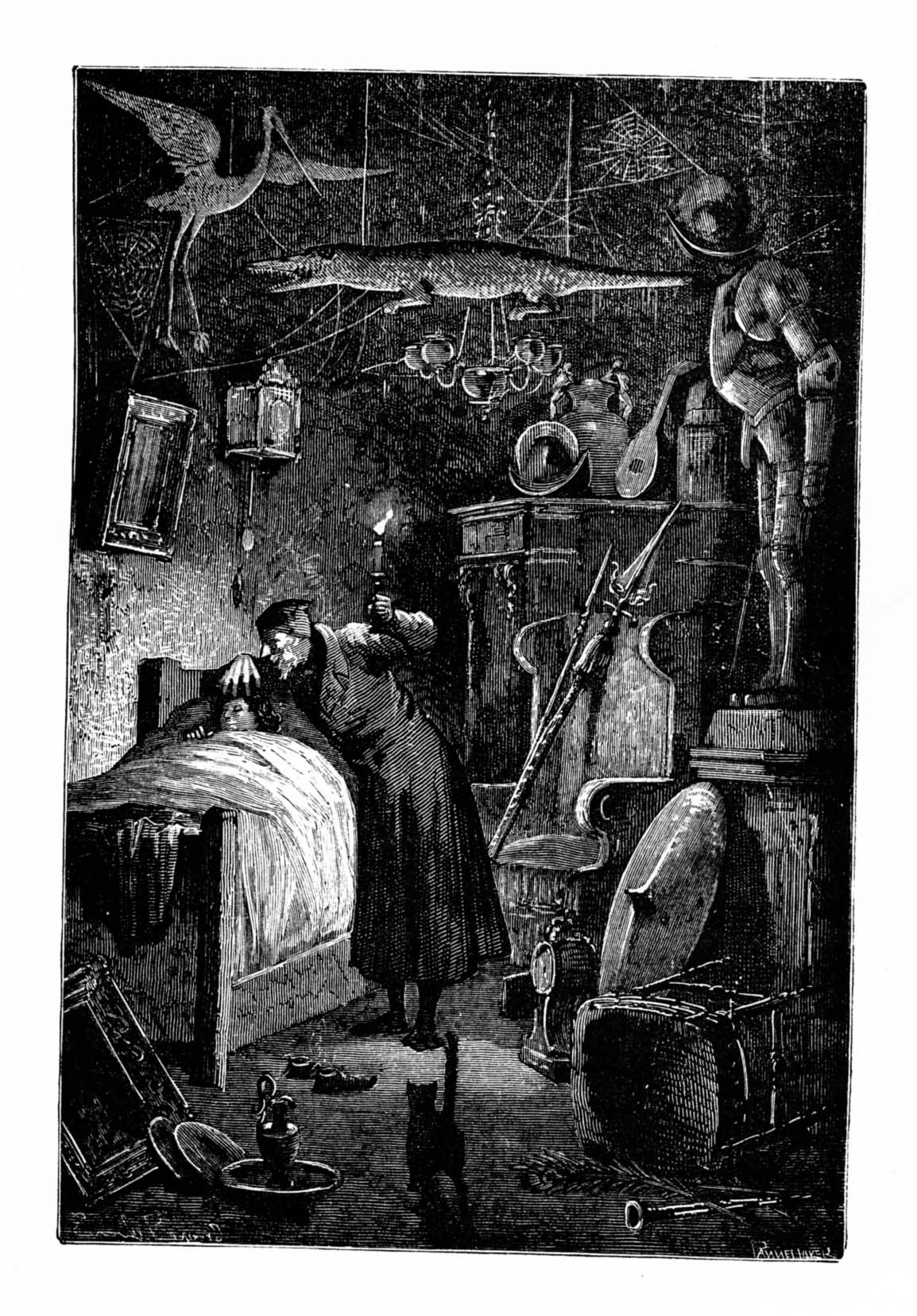
Illustration d'Émile Bayard, gravée par Pannemaker, pour Romain Kalbris d'Hector Malot (éditions Hetzel).

Fils d'un cocher, François Pannemaker entre en 1836 à l'École royale de gravure de Bruxelles. Il y est l'élève des frères graveurs sur bois d'origine britannique, Henry (1816-1870) et William Brown (1814-1877). En 1839, il produit deux gravures pour l'édition de Mes prisons de Silvio Pellico, illustré par Joseph Coomans. Il grave par la suite la plupart des illustrateurs belges, comme Paul Lauters, Charles Baugniet, Jean-Baptiste Madou. 
De 1840 à 1845, il illustre L'Histoire populaire de Belgique. En 1843, il se rend à Paris, où il complète sa formation. Il épouse l'année suivante la fille d'un compositeur d'imprimerie, Athalie Dawant. Le couple revient à Bruxelles où naît leur fils Stéphane en 1847. Au Salon de Bruxelles de 1848, le critique Louis Van Roy écrit : « M. Pannemaker a droit à de sincères éloges pour sa planche représentant La Flagellation, d'après Rubens. Cet habile graveur est à la tête d'une école qui a déjà produit des élèves distingués, et dont le Salon nous a permis d'apprécier les rapides progrès ».
En 1855, la famille s'installe à Paris. François Pannemaker est un des principaux graveurs de Gustave Doré, mais aussi des illustrations des romans d'Erckmann-Chatrian, et des Voyages extraordinaires de Jules Verne chez Hetzel, en compagnie d'autres graveurs belges comme Albert Doms et Adolphe Ligny. 
En 1863, il grave quelques billets français comme le 100 francs bleu, puis en 1869, le billet de vingt francs belges. 
François Pannemaker devient professeur de gravure sur bois à l'École impériale de dessin (la future École nationale supérieure des arts décoratifs) ; il forme de nombreux élèves. En 1885, il expose et fait partie du jury dans la section gravure sur bois de la première Exposition internationale de blanc et noir à Paris au pavillon de Flore.
En 1889, il est récompensé d'un grand prix à l'Exposition universelle à Paris.
Il a entre autres pour élève son fils Stéphane Pannemaker.

Gravures d'après les dessins d'Henri de Montaut pour De la Terre à la Lune
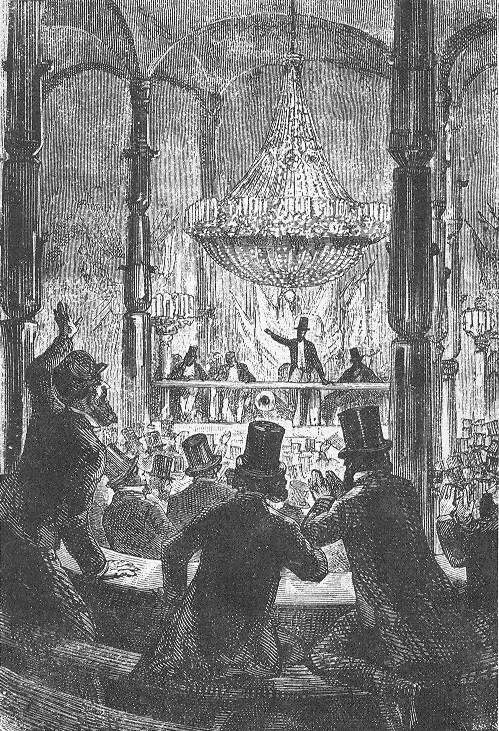
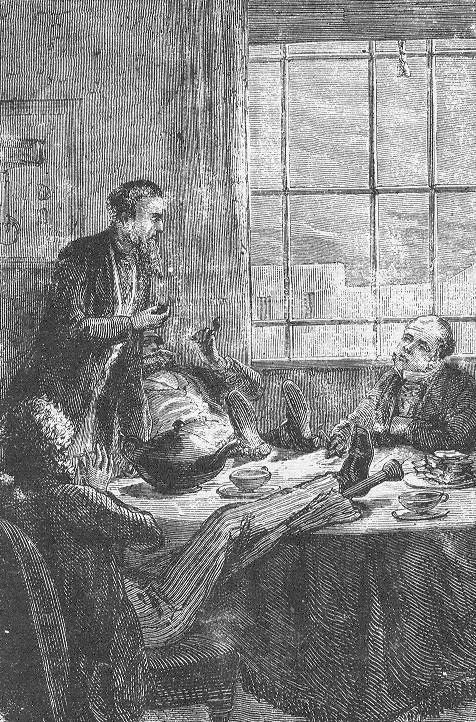
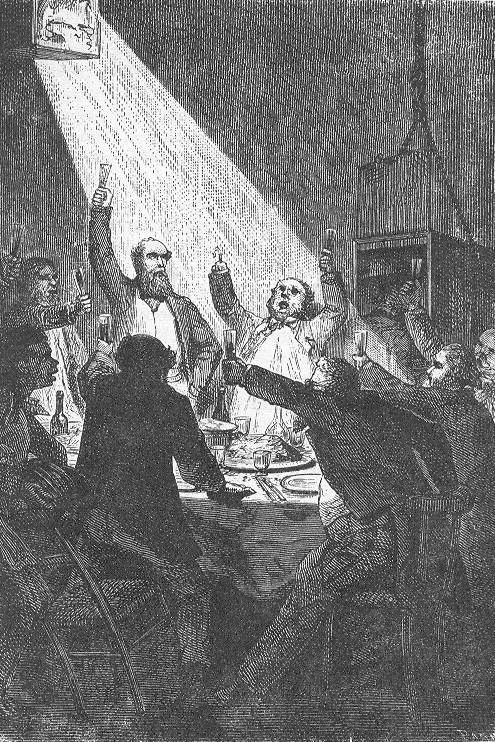
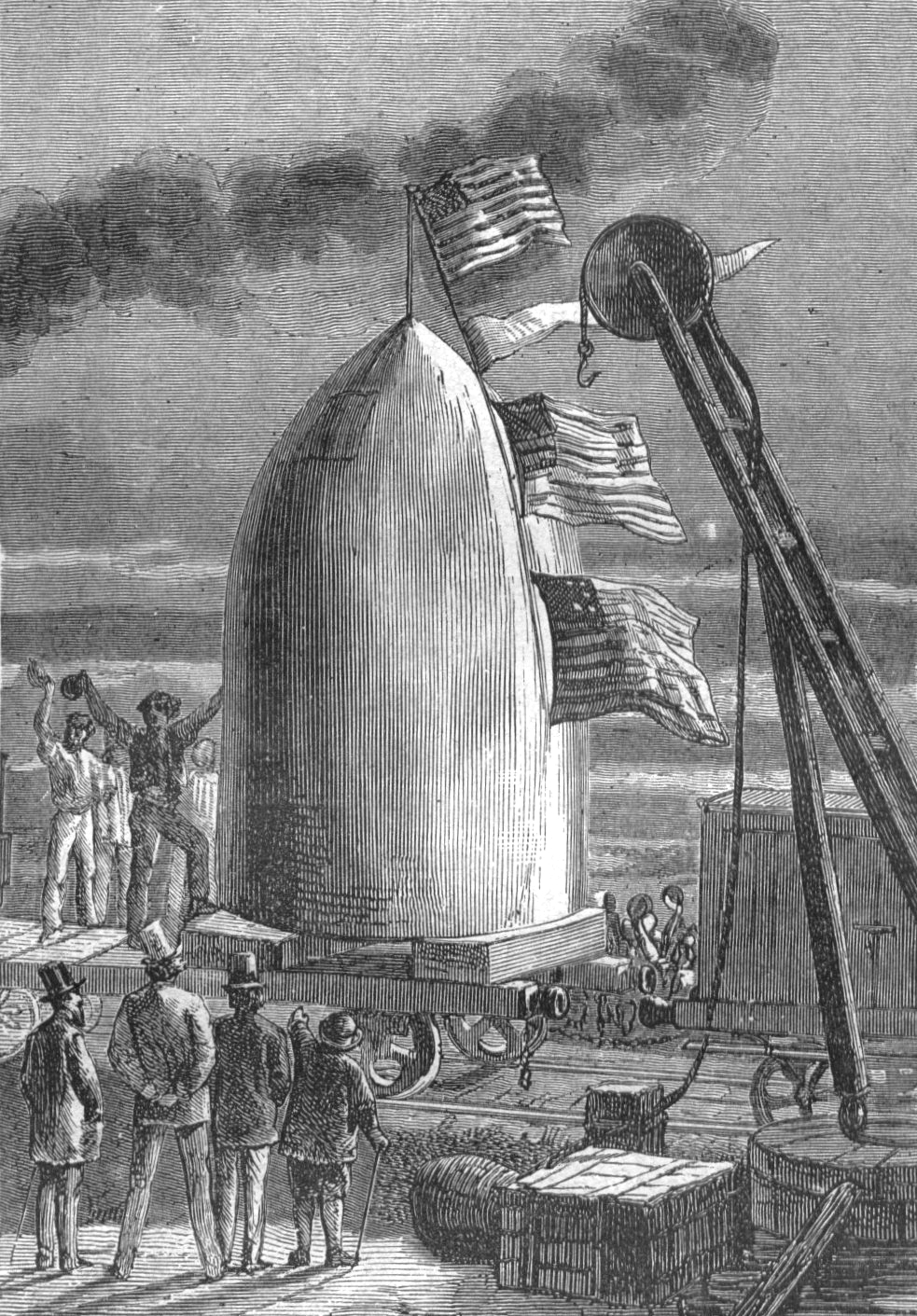
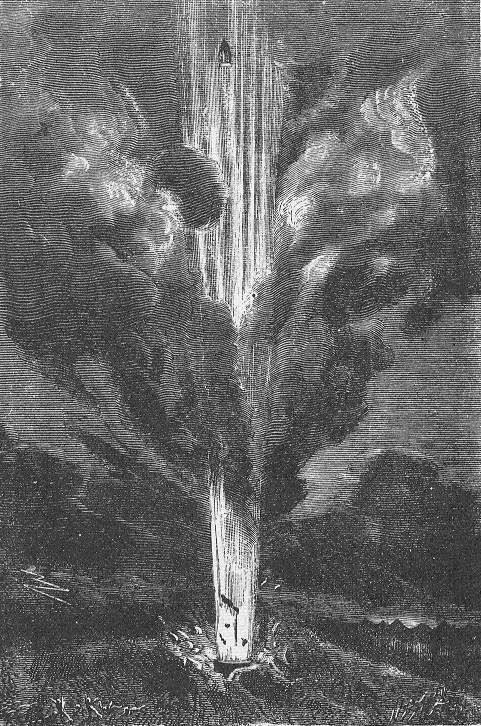

## Élèves
- Ernest Deloche (1861-1950)
- Vassili Mate (1856-1917)[3]
- Maurice Vallette (1851-1880)